# Замесьце (Малопольське воєводство)
Замесьце (пол. Zamieście) — село в Польщі, у гміні Тимбарк Лімановського повіту Малопольського воєводства.
Населення — 796 осіб (2011).
У 1975—1998 роках село належало до Новосондецького воєводства.

## Географія
Селом протікає річка Слопнічанка.

## Демографія
Демографічна структура станом на 31 березня 2011 року:
|          | Загалом | Допрацездатний вік | Працездатний вік | Постпрацездатний вік |
| -------- | ------- | ------------------ | ---------------- | -------------------- |
| Чоловіки | 403     | 102                | 261              | 40                   |
| Жінки    | 393     | 112                | 203              | 78                   |
| Разом    | 796     | 214                | 464              | 118                  |